# Modified Frequency Modulation

Vergelijking tussen FM en MFM

Modified Frequency Modulation (MFM) is een verbeterde versie van frequentiemodulatie (FM). MFM - of de latere versie- Run Length Limited (RLL) is een techniek om de problematiek van een lange reeks nullen te doorbreken in data op een magnetische band van bijvoorbeeld floppy diskettes of harde schijven. FM is de oudste techniek, waarbij MFM een verbetering is en RLL hedendaags gebruikt wordt.
De codering van FM hangt af hoe de magnetische bandlaag gepolariseerd is en dit volgens het magnetisch veld;
zijn er twee platters na elkaar verschillend van dipool dan wordt de FM gecodeerde databit hoog, zo niet dan is deze laag.
Bij MFM wordt iets uitgebreider:
Hier is de vereiste dat er geen twee platters veranderen na elkaar, meer bepaald, er mag enkel en alleen in de laatste platter van een koppel een verandering zijn. Dan pas wordt de databit hoog bij een MFM codering.